# Хейстингс (Флорида)
Хейстингс (англ. Hastings) — муниципалитет, расположенный в округе Сент-Джонс (штат Флорида, США) с населением в 521 человек по статистическим данным переписи 2000 года.

## География
По данным Бюро переписи населения США муниципалитет Хейстингс имеет общую площадь в 1,81 квадратных километров, водных ресурсов в черте населённого пункта не имеется.
Муниципалитет Хейстингс расположен на высоте 2 м над уровнем моря.

## Демография
По данным переписи населения 2000 года в Хейстингсe проживало 521 человек, 139 семей, насчитывалось 213 домашних хозяйств и 238 жилых домов. Средняя плотность населения составляла около 287,85 человек на один квадратный километр. Расовый состав населённого пункта распределился следующим образом: 52,02 % белых, 43,38 % — чёрных или афроамериканцев, 0,58 % — выходцев с тихоокеанских островов, 1,92 % — представителей смешанных рас, 2,11 % — других народностей. Испаноговорящие составили 4,99 % от всех жителей.
Из 213 домашних хозяйств в 27,7 % воспитывали детей в возрасте до 18 лет, 46,9 % представляли собой совместно проживающие супружеские пары, в 15,5 % семей женщины проживали без мужей, 34,3 % не имели семей. 29,6 % от общего числа семей на момент переписи жили самостоятельно, при этом 13,1 % составили одинокие пожилые люди в возрасте 65 лет и старше. Средний размер домашнего хозяйства составил 2,44 человек, а средний размер семьи — 3,00 человек.
Население муниципалитета по возрастному диапазону по данным переписи 2000 года распределилось следующим образом: 26,1 % — жители младше 18 лет, 7,3 % — между 18 и 24 годами, 27,3 % — от 25 до 44 лет, 21,7 % — от 45 до 64 лет и 17,7 % — в возрасте 65 лет и старше. Средний возраст жителей составил 38 лет. На каждые 100 женщин в Хейстингсe приходилось 84,8 мужчин, при этом на каждые сто женщин 18 лет и старше приходилось 79,9 мужчин также старше 18 лет.
Средний доход на одно домашнее хозяйство составил 26 635 долларов США, а средний доход на одну семью — 30 769 долларов. При этом мужчины имели средний доход в 25 909 долларов США в год против 20 694 доллара среднегодового дохода у женщин. Доход на душу населения составил 26 635 долларов в год. 15,4 % от всего числа семей в населённом пункте и 21,0 % от всей численности населения находилось на момент переписи населения за чертой бедности, при этом 27,0 % из них были моложе 18 лет и 16,3 % — в возрасте 65 лет и старше.